# T.J. McConnell
T.J. McConnell, właśc. Timothy John McConnell Jr. (ur. 25 marca 1992 w Pittsburgh) – amerykański koszykarz, występujący na pozycji rozgrywającego, aktualnie zawodnik Indiany Pacers.
29 lipca 2019 podpisał umowę z Indianą Pacers.

## Osiągnięcia
Stan na 30 lipca 2019, na podstawie, o ile nie zaznaczono inaczej.
NCAA
- 2-krotny uczestnik rozgrywek NCAA Elite Eight (2014, 2015)
- Debiutant roku konferencji Atlantic 10 (2011)[4]
- Zaliczony do:
  - składu honorable mention All-American (2015 przez Associated Press)
  - I składu:
    - Pac-12 (2015)
    - pierwszoroczniaków Atlantic 10 (2011)
    - defensywnego:
      - Pac-12 (2014, 2015)
      - Atlantic 10 (2012)

  - II składu Pac-12 (2014)
  - III składu Atlantic 10 (2012)
- Lider konferencji:
  - Pac-12 w asystach (2015)
  - Atlantic 10 w przechwytach (2011, 2012)